# Nemzetközi Bíróság
A hágai Nemzetközi Bíróság (angolul International Court of Justice, franciául Cour internationale de justice) az Egyesült Nemzetek Szervezetének elsődleges bírói szerve. A Bíróság a hágai Béke Palotában működik, amely épületen az Állandó Választottbírósággal, a Hágai Nemzetközi Jogi Akadémiával és egy nemzetközi jogot kutató magánintézettel osztozik.
A Bíróságot 1945-ben alapította az Egyesült Nemzetek Szervezetének Alapokmánya, a munkáját 1946-ban kezdte meg, mint az Állandó Nemzetközi Bíróság utódja. Az alapokmány mellékletét képező Alapszabály, amely hasonló az elődjééhez, a bíróságot alkotó és szabályozó alapvető dokumentum. A Bíróság ügyei szerteágazóak, fő feladata az államok által elé tárt jogviták eldöntése jogilag kötelező ítélettel, illetve a megfelelően felhatalmazott nemzetközi szervezetek, ügynökségek és az ENSZ Közgyűlése által elé küldött jogi kérdésekben kötelező erővel nem bíró tanácsadó vélemények megalkotása. Viszonylag kevés üggyel foglalkozott a története során, ám egyértelműen megerősödött a bíróság használata iránti hajlandóság az 1980-as évek óta, különösen a fejlődő országokban.
[forrás?] A Nemzetközi Bíróság nem tévesztendő össze a Nemzetközi Büntetőbírósággal, amelynek szintén potenciálisan az egész világra kiterjedő joghatósága van, ám nem államok közötti vitákkal, hanem egyéni büntetőjogi felelősséggel foglalkozik.

## Felépítése
A bíróság 15 tagú, a bírákat kilenc évre választják. A bíróság jelenlegi bírái közül többen voltak diákjai vagy tanárai a Hágai Nemzetközi Jogi Akadémiának. A bíróságnak Herczegh Géza személyében magyar bírája is volt 1993 és 2003 között.

## Joghatósága
Egyetlen állam ellen sem lehet a Bíróság előtt pert indítani, ha az nem fogadta el annak joghatóságát. A Bíróság joghatóságát el lehet fogadni egyedi ügyekre, illetve általánosságban is. Az ENSZ Alapokmányának XIV. fejezete feljogosítja az ENSZ Biztonsági Tanácsát hogy betartassa a bíróság ítéleteit, ha annak valamelyik fél nem tesz eleget, és a másik ezért a BT-hez fordul.
A tanácsadó vélemények megalkotása tekintetében a Bíróság mérlegelési joggal bír: a benyújtott kérelem vizsgálata alapján dönti el, hogy megalkotja-e, vagy elutasítja a megkeresést.

## Ítéletek a Nemzetközi Bíróság előtti ügyekben
A bíróság első ügyében 1949-ben hozott határozatot. Az 1946-ban kirobbant korfui incidens ügyében a bíróság úgy döntött, hogy az Egyesült Királyság kereskedelmi és hadihajóinak békeidőben joguk van előzetes egyeztetés nélkül is áthajózni az Albániához tartozó Korfui-szoroson, és így Albániának kártérítést kell fizetnie az 1946. október 22-én a szorosban aknára futott két romboló megsérülése, illetve megsemmisülése miatt, továbbá anyagi jóvátételt kell szolgáltatnia az incidensben életüket vesztett brit tengerészek családjai számára. A kártérítés megfizetésére csak 1996-ban került sor.
2016. július 8-án 14 ügy volt folyamatban a Nemzetközi Bíróság előtt.

## Fordítás
- Ez a szócikk részben vagy egészben az International Court of Justice című angol Wikipédia-szócikk ezen változatának fordításán alapul.  Az eredeti cikk szerkesztőit annak laptörténete sorolja fel. Ez a jelzés csupán a megfogalmazás eredetét és a szerzői jogokat jelzi, nem szolgál a cikkben szereplő információk forrásmegjelöléseként.